# Christian Fredrikson
Karl-Christian Fredrikson, född 19 oktober 1964 i Finland, är en finländsk ingenjör och företagsledare.

## Biografi
Christian Fredrikson växte upp i Åbo. Efter att ha studerat vid Katedralskolan i Åbo utbildade han sig till civilingenjör i processteknologi för pappers- och massatillverkning vid Åbo Akademi 1984–1989. Han var därefter IT-ingenjör på Finska Socker AB i Helsingfors till 1994. Han arbetade sedan i olika positioner inom Nokia Networks och Nokia Siemens mellan 1994 och 2012, bland annat som försäljningschef för region Asia Pacific i Bangkok i Thailand. Mellan januari 2012 och juli 2016 var han VD för IT-säkerhets- och antivirusprogramföretaget F-Secure i Helsingfors.
I augusti 2016 tillträdde han som VD för Fingerprint Cards i Stockholm.